# قطعنامه ۱۱۱۴ شورای امنیت
قطعنامه ۱۱۱۴ شورای امنیت سازمان ملل متحد که در تاریخ ۱۹ ژوئن ۱۹۹۷ تصویب شد، سندی بین‌المللی دربارهٔ بررسی وضعیت در آلبانی است. این قطعنامه طی نشست ۳۷۹۱ام با ۱۴ رای موافق، ۰ مخالف و ۱ ممتنع تصویب شد.